# Oenanthe aquatica
Oenanthe aquatica (sinònim: Oenanthe phellandrium) és una espècie de planta aquàtica apiàcia.

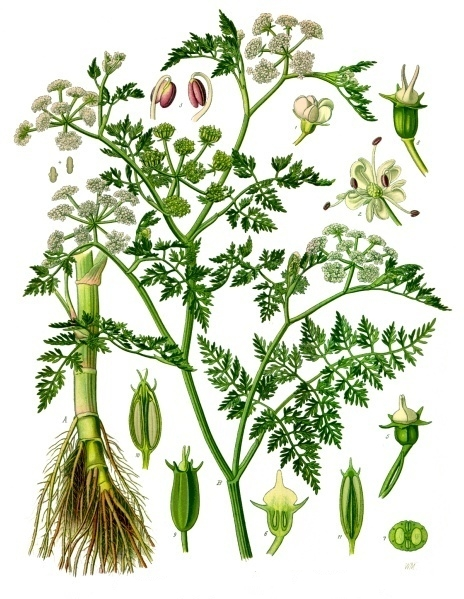
Il·lustració

A Espanya figura dins la llista de plantes de venda regulada.

## Descripció
Fa fins a 1,5 m d'alt. Es diferencia de l'espècie Oenanthe fluviatilis per tenir un fruit ovat de menys de 4,5 mm de llarg (fruit de 5 mm de llarg en el case de l'espècie Oenanthe fluviatilis). La majoria de les fulles que es troben per sobre de l'aigua són tripinnades; les fulles submergides tenen els lòbulslinears. Flors blanques en umbel·les de 5-15 radis primaris. Floreix a l'estiu. Viu en basses i séquies de tot Europa excepte Islàndia.

## Sinònims
- Oenanthe phellandrium Lam.
- Phellandrium aquaticum L.
- Oenanthe gigantea Zumagl. [1849, Fl. Pedem., 1 : 421]
- Ligusticum phellandrium Crantz [1767, Class. Umb. Emend. : 83]
- Phellandrium divaricatum Gray [1821, Nat. Arr. Brit. Pl., ? : ?] [nom. illeg.]
- Phellandrium divaricatum Gilib. [1782, Fl. Lituan., 2 : 93] [nom. invalid.][2]

## Ús
Les parts que s'utilitzen en medicina són els fruits i les llavors.
El fruit és diaforètic, diürètic, expectorant i pectoral. En homeopatia es fa servir per a problemes respiratoris, la tos i la bronquitis. Tanmateix aquesta planta s'ha d'usar amb molta precaució donat que també és verinosa i en cas d'ús excessiu produeix vertigen intoxicació.